# داغلان

## وجه تسمیه
نام این روستا برگرفته از کلمه ترکی داغیلان به معنی پراکنده شده یا پراکنده است.

## جمعیت
این روستا در دهستان قاقازان شرقی قرار دارد و براساس سرشماری مرکز آمار ایران در سال ۱۳۹۵
، جمعیت آن ۲،۰۰۵ نفر (۴۰۰خانوار) بوده‌است.

## محصولات
این روستا باغات انگور فراوان دارد و عمده محصول کشت داغلان جو و گندم می‌باشد،

## زبان
زبان مردم داغلان ترکی آذربایجانی می‌باشد.
نویسنده =میثم ابوالقاسمی